# شاه کبرا (فیلم ۲۰۱۶)
شاه کبرا (انگلیسی: King Cobra) فیلمی در ژانر جنایی و درام به کارگردانی جاستین کلی است که در سال ۲۰۱۶ منتشر شد. از بازیگران آن می‌توان به کریستین اسلیتر، جیمز فرانکو و گرت کلیتون اشاره کرد.